# ميخائيل بود
ميخائيل بود (بالإنجليزية: Michael Budd)‏ هو كاتب سيناريو ومنتج أفلام ومخرج وممثل أسترالي، ولد في 2 يوليو 1974 في بادينغتون ‏ في أستراليا.

## أعمال

### أفلام
- (2003) الماتريكس 2[4][5][6]

## وصلات خارجية
- الموقع الرسمي
- ميخائيل بود على موقع IMDb (الإنجليزية)
- ميخائيل بود على موقع ألو سيني (الفرنسية)
- ميخائيل بود على موقع أول موفي (الإنجليزية)
- ميخائيل بود على موقع قاعدة بيانات الفيلم (الإنجليزية)
- ميخائيل بود على موقع كينوبويسك (الروسية)